# 苏维埃茨基 (马里埃尔共和国)
苏维埃茨基（羅馬化：Sovetskiy）是俄罗斯马里埃尔共和国的市级镇、苏维埃茨基区行政中心，地处马里埃尔共和国中东北部，在共和国首府约什卡尔奥拉东北方。伏尔加河流域内小昆德什河一支流龙加河（Ронга）从镇东侧流过。
该地2021年人口有10,273人；2010年人口10,664；2002年人口10,806；1989年人口11,380。